# Asura straminea
Asura straminea là một loài bướm đêm thuộc phân họ Arctiinae, họ Erebidae.